# جاده یورک میلز
جاده یورک میلز (انگلیسی: York Mills Road) یک مسیر شرقی-غربی در تورنتو، انتاریو، کانادا است که به خاطر دهکده تاریخی یورک میلز نامگذاری شده‌است که بر روی تپه بلافاصله در شمال تقاطع امروزی جاده یورک میلز و خیابان یانگ قرار داشت.